# Pygmaeorchis seidelii
Pygmaeorchis seidelii là một loài thực vật có hoa trong họ Lan. Loài này được Toscano & Moutinho miêu tả khoa học đầu tiên năm 1981.